# Ian Hart
Ian Hart, ili pravim imenom Ian Davies (Liverpool, 8. listopada 1964.) je engleski glumac irskog podrijetla.
Pohađao je u katoličke škole u Liverpoolu. Portretirao je Johna Lennona u filmu Backbeat (1995) i Davida Carra u Land and Freedom (1995) i profesora Quirrella u filmu Harry Potter i kamen mudraca. 
Na televiziji tumačio je Dr. Watsona u serijama o Sherlocku Holmesu. 

## Izabrana filmografija
- Ripley Under Ground (2005.)
- San za životom J.M. Barrieja (2004.)
- Sherlock Holmes i ubojstvo u visokom društvu (2004.)
- Baskervilski pas (2002.)
- Harry Potter i kamen mudraca (2001.)
- Liam (2000.)
- The End of the Affair (1999.)
- Enemy of the State (1999.)
- The Butcher Boy (1997.)
- Monument Ave. (1998.)
- Michael Collins (1996.)
- The Englishman Who Went Up a Hill But Came Down a Mountain (1995.)
- Land and Freedom (1995.)
- Backbeat (1994.)

## Vanjske poveznice
- Ian Hart u internetskoj bazi filmova IMDb-u (engl.)